# Corona 82
Corona 82 – amerykański satelita rozpoznawczy do wykonywania zdjęć powierzchni Ziemi. Ósmy statek serii Keyhole-4A tajnego programu CORONA. Misja powiodła się. Kapsuły ze zdjęciami powróciły na Ziemię, wodując na  Pacyfiku, 13 i 17 lipca 1964. Materiał filmowy miejscami był prześwietlony.

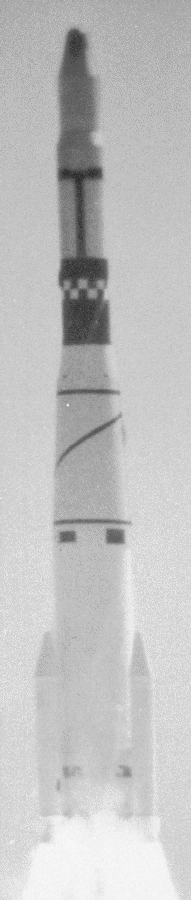
Start rakiety Thor Agena D z satelitą Corona 82